# Xã Perry, Quận Coshocton, Ohio
Xã Perry (tiếng Anh: Perry Township) là một xã thuộc quận Coshocton, tiểu bang Ohio, Hoa Kỳ. Năm 2010, dân số của xã này là 711 người.